# Episodi di 2gether: The Series (serie televisiva 2020)
2gether: The Series (Thai: เพราะเราคู่กัน; letteralmente: Perché siamo insieme) è una serie TV thailandese andata in onda dal 21 febbraio 2020 al 15 maggio 2020 sul canale televisione thailandese GMM 25, in seguito gli episodi sono stati resi disponibili su LINE TV e su YouTube, in alcune regioni è disponibile anche sul servizio di streaming Netflix.
| nº | Titolo      | Prima TV Thailandia |
| -- | ----------- | ------------------- |
| 1  | Episodio 01 | 21 febbraio 2020    |
| 2  | Episodio 02 | 28 febbraio 2020    |
| 3  | Episodio 03 | 6 marzo 2020        |
| 4  | Episodio 04 | 13 marzo 2020       |
| 5  | Episodio 05 | 20 marzo 2020       |
| 6  | Episodio 06 | 27 marzo 2020       |
| 7  | Episodio 07 | 3 aprile 2020       |
| 8  | Episodio 08 | 10 aprile 2020      |
| 9  | Episodio 09 | 17 aprile 2020      |
| 10 | Episodio 10 | 24 aprile 2020      |
| 11 | Episodio 11 | 1 maggio 2020       |
| 12 | Episodio 12 | 8 maggio 2020       |
| 13 | Episodio 13 | 15 maggio 2020      |

## Episodio 01
- Durata: 38 minuti

Tine si iscrive alla facoltà di legge dell'università di Bangkok con l'esplicito obiettivo di trovare una fidanzata, perché tutte le relazioni che ha avuto fino adesso sono durate molto poco, e sempre per cercare di conquistare una nuova ragazzi si iscrive alla squadra di cheerleader. Sfortunatamente per lui, oltre ad attirare gli interessi di alcune ragazze riceve anche una lettera d'amore da parte di Green, un ragazzo omosessuale che si è infatuato di lui. Nonostante i continui rifiuti da parte Green non demorde, allora gli amici di Tine suggeriscono di fingere di essere fidanzato con Sarawat, uno dei ragazzi più popolari della scuola. Al primo approccio Tine esita e non riesce a chiedergli quello che vuole e in tutta risposta Sarawat gli dice che se continua a fissarlo lo stenderà con un bacio.

## Episodio 02
- Durata: 45 minuti

## Episodio 03
- Durata: 45 minuti

## Episodio 04
- Durata: 43 minuti

## Episodio 05
- Durata: 44 minuti

## Episodio 06
- Durata: 45 minuti

## Episodio 07
- Durata: 46 minuti

## Episodio 08
- Durata: 41 minuti

## Episodio 09
- Durata: 45 minuti

## Episodio 10
- Durata: 46 minuti

## Episodio 11
- Durata: 45 minuti

## Episodio 12
- Durata: 44 minuti

## Episodio 13
- Durata: 67 minuti